# Augh! Augh!
Augh! Augh! è un film del 1981 diretto da Marco Toniato.